# Mireille Mathieu
Mireille Mathieu (kiejtése: miˈʁɛj maˈtjø) (Avignon, Vaucluse megye, Franciaország, 1946. július 22. –) világhírű francia énekesnő, sanzonénekesnő. A francia sajtó Édith Piaf utódának tartotta. Tizenegy nyelven több mint 1 200 dalt énekelt el, és több mint 120 millió lemezt adott el világszerte.

## Élete

### Származása, pályakezdése
Avignonban született sokgyermekes szülők legidősebb lányaként. Tizenhárom testvére volt. Apja Roger Mathieu kőfaragó fedezte fel lánya énektehetséget és ő indította el ezen a pályán (Mireille apjának kellemes tenor hangja volt). Mireille már négyéves korában énekelt közönség előtt, egy éjféli mise  alkalmából. Gyakran hallgatta és tanulmányozta más híres énekesek dalait és éneklési módját. Gyakran lépett fel iskolatársai és a családja előtt, példaképének Édith Piafot választotta. Laure Collière énektanár vállalta tanítását és készítette fel lelkileg az énekesi karrierre.
1965. november 21-én jelent meg először tévéképernyőn és a következő esztendőben nevét megismerték egész Franciaországban. A következő években a világ többi részén is ismertségre tett szert.

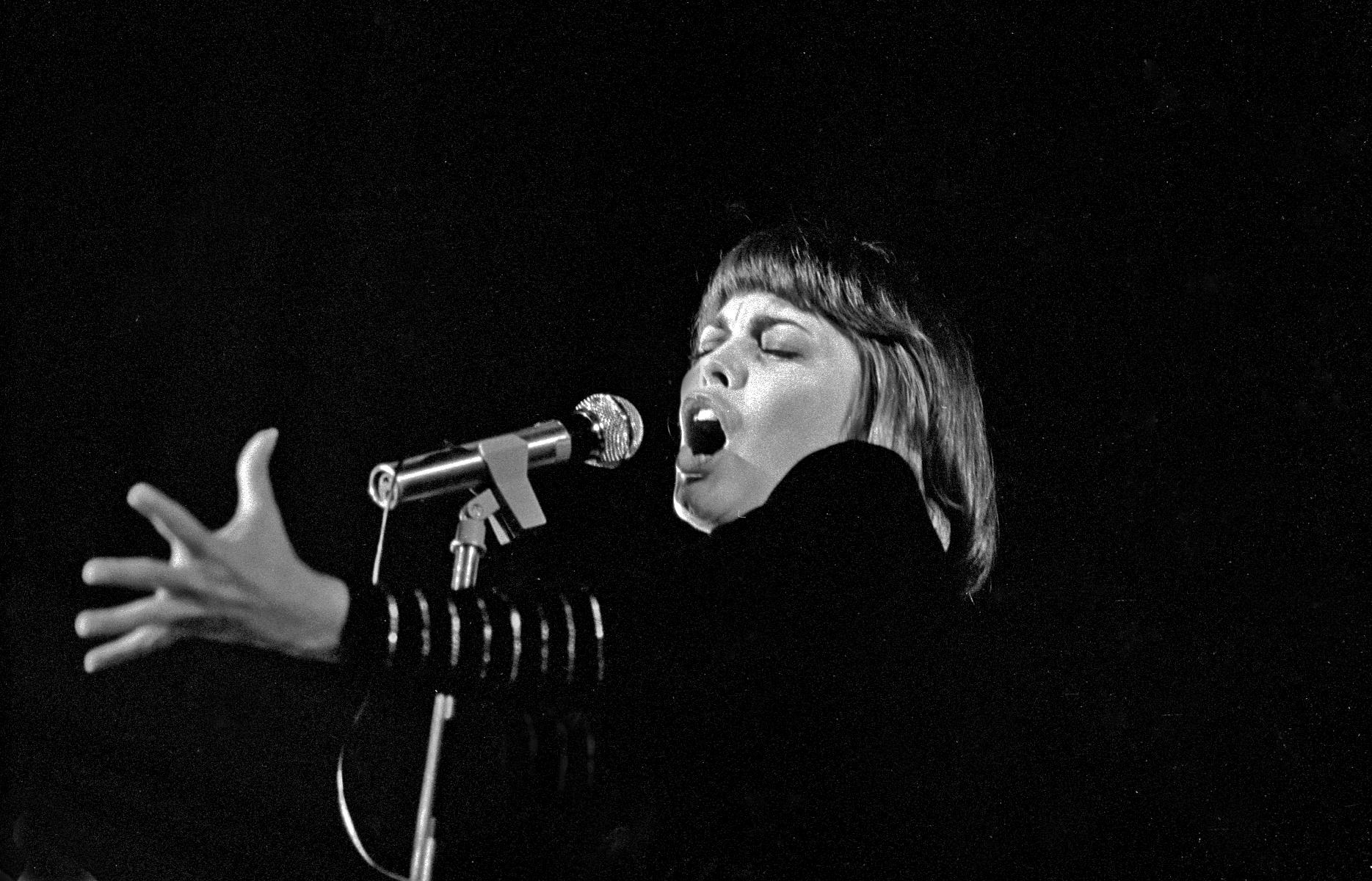
Hamburg, 1971

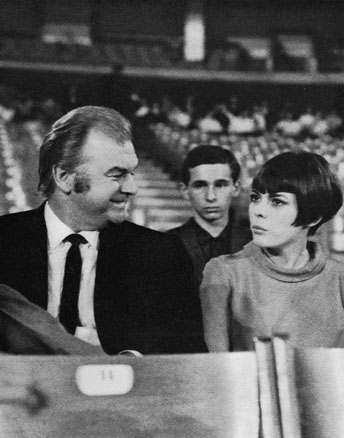
Johnny Stark és Mireille Mathieu, 1971

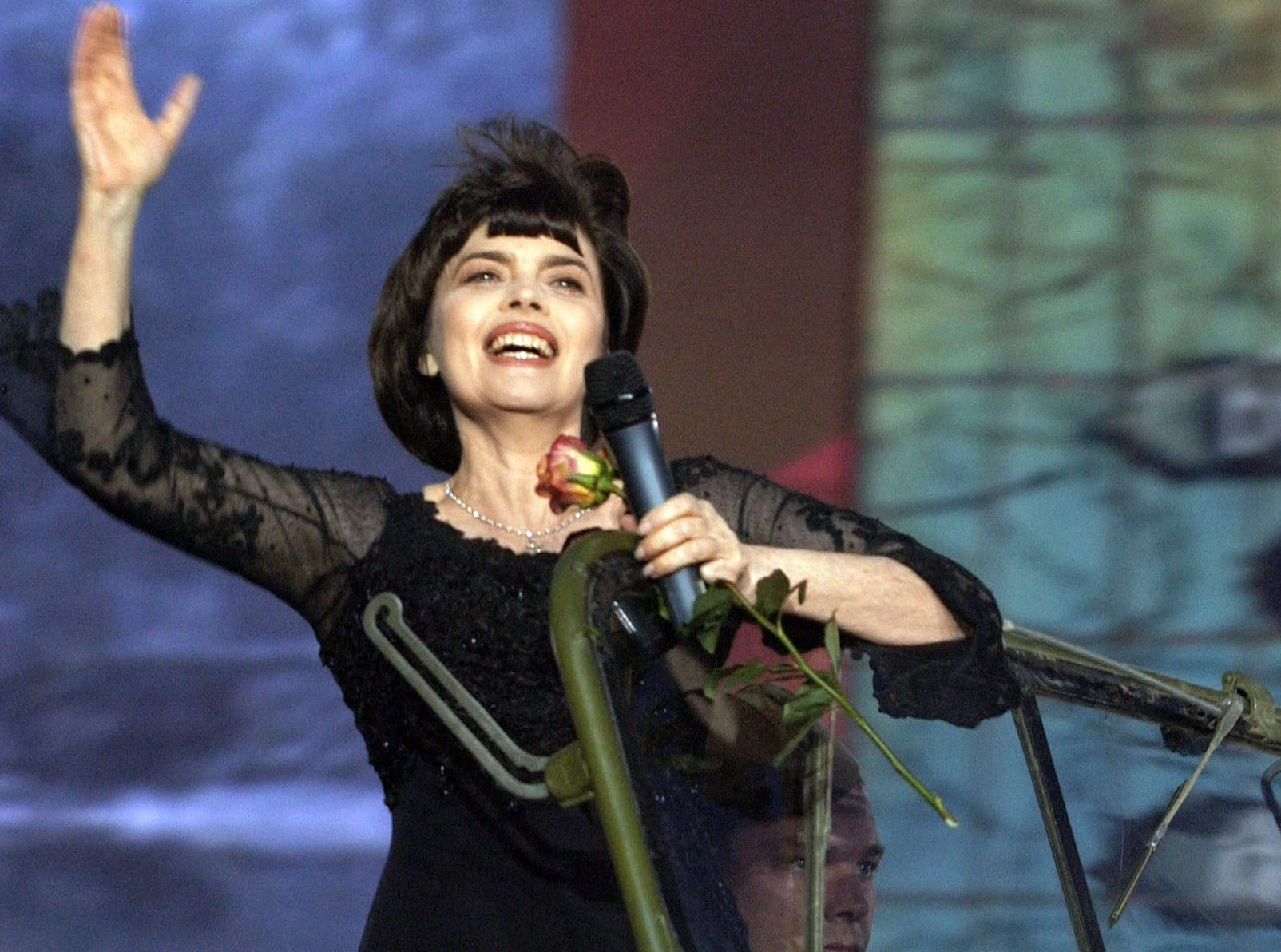
Moszkva, 2005

### Felfedezése
Johnny Stark művészeti ügynök tehetségesnek tartotta Mireille-t és a zenekarvezető Paul Mauriat gondjaira bízta, aki tovább csiszolta a lány énektudását, mivel nagy hibája volt az üvöltés. Ekkor már állandóan fellépett, fotósorozatokban szerepelt, interjúkat adott és fejlesztette a zene-, ének- és tánctudását. Sűrűn járt francia- és angolórákra, illetve tanulta a viselkedés és fellépés szabályait.
Egyik alkalommal fellépett az „Ed Sullivan Show” műsorban, ami a legnépszerűbb varieté az Egyesült Államokban, alkalmanként 50 millió nézővel. Amerikában kirobbanó sikert aratott, s a tévés szereplés után Las Vegasban, majd Hollywoodban lépett fel. Rengeteg interjút adott és óriási rajongói táborra tett szert. Meghívták New Yorkba, ahol a „Merv Griffin Show” plakátjának ő volt az egyik arca.
Végül is, ahol a legjobban érzi magát, az a színpad. Ott egymaga van jelen, ott megtalálja a békét.
Mireille Mathieu mindenfajta közönség előtt fellépett, minden országban, ami hírneve további kiszélesedéséhez vezetett. Számtalan uralkodó és államférfi fogadta őt, bejárta szinte az egész világot.
Mireille saját maga így értékelte pályafutását: „Egy énekesnő életében nem csak diadalok és ráadások fordulnak elő. Vannak napok, amikor az embernek semmi kedve hozzá, mégis el kell indulni. Akkor is mosolyogni kell, amikor a szív nem kívánja valami bánat miatt, amit nem szabad felfedni. Aztán ott van a fáradtság, amit el kell feledni, mert a vörös függönynek mindig fel kell gördülnie. Mit számít a reményét vesztett szív, amikor az örömről kell énekelni! Mit számít a bénítóan ható lámpaláz, abban a pillanatban, amikor kigyulladnak a reflektorok!”

### Magánélete
Mathieu sosem ment férjhez és nincsenek gyerekei. Magánéletét szigorúan távol tartja karrierjétől, privát szférájáról a sajtónak nem nyilatkozik. Gyakorló és hívő katolikus.

## Albumai
| év   | album                                                             | ország        | megjegyzés                                                     |
| ---- | ----------------------------------------------------------------- | ------------- | -------------------------------------------------------------- |
| 1966 | En direct de l'Olympia                                            | Franciaország |                                                                |
| 1967 | Made in France                                                    | Franciaország |                                                                |
| 1967 | En direct de l'Olympia 1967                                       | Franciaország |                                                                |
| 1968 | Le merveilleux petit monde de Mireille Mathieu chante Noël        | Franciaország | karácsonyi album                                               |
| 1969 | La première etoile                                                | Franciaország |                                                                |
| 1969 | Sweet Souvenirs of Mireille Mathieu                               | Franciaország |                                                                |
| 1969 | Olympia                                                           | Franciaország |                                                                |
| 1969 | Mireille... Mireille                                              | Németország   | első német album (kihajtható fedél)                            |
| 1970 | Mireille... Mireille                                              | Franciaország |                                                                |
| 1970 | Merci Mireille                                                    | Németország   |                                                                |
| 1971 | Bonjour Mireille                                                  | Franciaország |                                                                |
| 1971 | Mireille Mathieu en concert au Canada                             | Kanada        | élő felvétel                                                   |
| 1972 | Mireille Mathieu chante Francis Lai                               | Franciaország |                                                                |
| 1972 | J'étais si jeune                                                  | Franciaország |                                                                |
| 1972 | Meine Träume                                                      | Németország   |                                                                |
| 1972 | Mes premières chansons                                            | Kanada        |                                                                |
| 1973 | Olympia                                                           | Franciaország |                                                                |
| 1973 | L'amour et la vie                                                 | Franciaország |                                                                |
| 1974 | Und der Wind wird ewig singen                                     | Németország   |                                                                |
| 1974 | Le vent de la nuit                                                | Franciaország |                                                                |
| 1974 | Mireille Mathieu chante Ennio Morricone                           | Franciaország |                                                                |
| 1974 | Mireille Mathieu en concert à Byblos                              | Libanon       | élő felvétel                                                   |
| 1975 | Apprends-moi                                                      | Franciaország |                                                                |
| 1975 | Rendezvous mit Mireille                                           | Németország   |                                                                |
| 1975 | Wünsch Dir was – Eine musikalische Weltreise mit Mireille Mathieu | Németország   |                                                                |
| 1975 | On ne vit pas sans se dire adieu (Polydor 2490 128)               | Kanada        |                                                                |
| 1976 | Et tu seras poète                                                 | Franciaország |                                                                |
| 1976 | Herzlichst Mireille                                               | Németország   |                                                                |
| 1976 | Und wieder wird es Weihnachtszeit                                 | Németország   | karácsonyi album                                               |
| 1977 | Sentimentalement vôtre                                            | Franciaország |                                                                |
| 1977 | Die schönsten deutschen Volkslieder                               | Németország   |                                                                |
| 1977 | Der Rhein und das Lied von der Elbe                               | Németország   |                                                                |
| 1977 | Das neue Schlager-Album                                           | Németország   |                                                                |
| 1977 | Es ist Zeit für Musik                                             | Németország   | ZDF-show felvétel                                              |
| 1978 | Fidelement vôtre                                                  | Franciaország |                                                                |
| 1978 | J'ai peur d'aimer un souvenir                                     | Japán         |                                                                |
| 1978 | Alle Kinder dieser Erde                                           | Németország   |                                                                |
| 1979 | Mireille Mathieu chante Paul Anka: Toi et moi                     | Franciaország |                                                                |
| 1979 | Mireille Mathieu Sings Paul Anka                                  | nemzetközi    |                                                                |
| 1979 | Romantiquement vôtre                                              | Franciaország |                                                                |
| 1979 | So ein schöner Abend                                              | Németország   |                                                                |
| 1980 | Un peu... beaucoup... passionnément                               | Franciaország |                                                                |
| 1980 | Gefühle                                                           | Németország   |                                                                |
| 1980 | 30 Favoritas de Mireille                                          | Mexikó        | Madrecita del Niños közreműködésével                           |
| 1981 | Bravo tu as gagné                                                 | Japán         |                                                                |
| 1981 | Je vous aime…                                                     | Franciaország |                                                                |
| 1981 | Die Liebe einer Frau                                              | Németország   |                                                                |
| 1982 | Trois milliards de gens sur terre                                 | Franciaország |                                                                |
| 1982 | Ein neuer Morgen                                                  | Németország   |                                                                |
| 1982 | Bonsoir Mathieu                                                   | Németország   | ZDF-show felvétel                                              |
| 1983 | 'Je veux l'aimer                                                  | Franciaország |                                                                |
| 1983 | Nur für dich                                                      | Németország   |                                                                |
| 1984 | Chanter                                                           | Franciaország |                                                                |
| 1984 | Los cuentos de cri cri                                            | Mexikó        |                                                                |
| 1984 | The tales of cri cri                                              | USA           |                                                                |
| 1985 | Les contes de Cri-Cri                                             | Franciaország |                                                                |
| 1985 | La demoiselle d'Orléans                                           | Franciaország |                                                                |
| 1985 | Les grandes chansons françaises                                   | Franciaország |                                                                |
| 1985 | Welterfolge aus Paris                                             | Németország   | a "Les grandes chansons françaises" album német nyelvű kiadása |
| 1986 | In liebe Mireille                                                 | Németország   |                                                                |
| 1986 | Après toi                                                         | Franciaország |                                                                |
| 1986 | French Collection                                                 | Szovjetunió   |                                                                |
| 1987 | Rencontres de femmes                                              | Franciaország |                                                                |
| 1987 | Tour de l'Europe                                                  | Németország   |                                                                |
| 1988 | Mireille Mathieu à Moscou                                         | Szovjetunió   | élő felvétel                                                   |
| 1989 | L'Américain                                                       | Franciaország |                                                                |
| 1989 | Embrujo [Himno al amor, 1990]                                     | Spanyolország | spanyol nyelvű album                                           |
| 1990 | Ce soir je t'ai perdu                                             | Franciaország |                                                                |
| 1991 | Una mujer                                                         | Spanyolország | spanyol nyelvű album                                           |
| 1991 | Mireille Mathieu - Que Pour Toi                                   | Franciaország |                                                                |
| 1993 | Mireille Mathieu chante Piaf                                      | Franciaország |                                                                |
| 1993 | Unter dem Himmel von Paris                                        | Németország   | a „Mireille Mathieu chante Piaf” album német nyelvű kiadása    |
| 1995 | Vous lui direz                                                    | Franciaország |                                                                |
| 1996 | In meinem Traum                                                   | Németország   |                                                                |
| 1999 | Alles nur ein Spiel                                               | Németország   |                                                                |
| 2002 | De tes mains                                                      | Franciaország |                                                                |
| 2005 | Une place dans mon coeur                                          | Franciaország |                                                                |
| 2006 | Film et shows                                                     | Franciaország |                                                                |
| 2007 | In meinem Herzen                                                  | Németország   | 2007.12.10.                                                    |
| 2009 | Nah bei Dir                                                       | Németország   | 2009.10.30.                                                    |

## További információ
- Hivatalos oldal
- Mireille Mathieu a Facebookon
- Mireille Mathieu a PORT.hu-n (magyarul)
- Mireille Mathieu az Internetes Szinkronadatbázisban (magyarul)
- Mireille Mathieu az Internet Movie Database-ben (angolul)
- Mireille Mathieu a Rotten Tomatoeson (angolul)
- Mireille Mathieu az AlloCiné weboldalán (franciául)